# フォーゲルコップカタカケフウチョウ

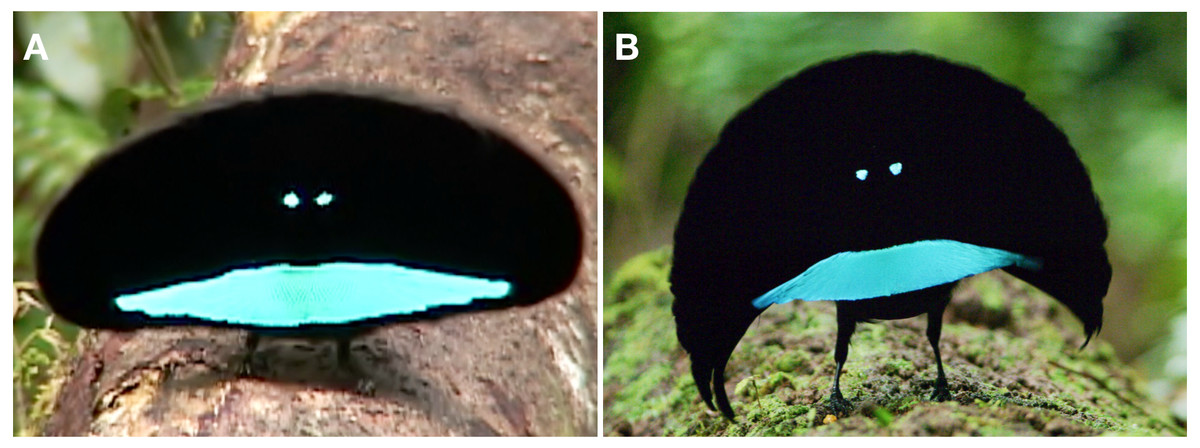
飾り羽を広げた求愛行動の様子。左がオオカタカケフウチョウ、右がフォーゲルコップカタカケフウチョウ

フォーゲルコップカタカケフウチョウ (学名 Lophorina niedda、Lophorina superba) は、スズメ目フウチョウ科カタカケフウチョウ属に分類される鳥類である。もともとカタカケフウチョウの亜種とされていたが2017年に種として分けることが提案され、翌2018年には現地調査の上で新種と認められるとする論文が発表された。

## 分布
ニューギニア島の西部フォーゲルコップ半島とワンダメン半島の山に分布する。標高1000-2300メートルの間に生息し、特に1650-1900メートルの間に見られる。生息環境は山地にある多雨林や森林の境界部分など。

## 現状
個体群の大きさは不明。個体数は急速ではないが減少傾向にあると言われている。IUCNのレッドリストの基準ではLeast concernに位置付けられている。

## 亜種
Irestedt et al. (2017)による2亜種
- Lophorina niedda inopinata
- Lophorina niedda niedda

Handbook of the Birds of the World and BirdLife International digital checklist of the birds of the world Version 5 (2020年版)による2亜種
- Lophorina superba superba
- Lophorina superba niedda

## 参照
1. ↑  “発見！ 軽やかに踊る新種の極楽鳥”.  ナショナルジオグラフィック. 2020年12月10日閲覧。
2. 1 2  Irestedt, Martin; Batalha-Filho, Henrique; Ericson, Per G. P.; Christidis, Les; Schodde, Richard (2017). “Phylogeny, biogeography and taxonomic consequences in a bird-of-paradise species complex, Lophorina–Ptiloris (Aves: Paradisaeidae)”. Zoological Journal of the Linnean Society (オックスフォード大学出版局) 181 (2):  439–470. doi:10.1093/zoolinnean/zlx004.
3. ↑  Scholes, Edwin; Laman, Timothy G. (2018). “Distinctive courtship phenotype of the Vogelkop Superb Bird-of-Paradise Lophorina niedda Mayr, 1930 confirms new species status”. PeerJ. doi:10.7717/peerj.4621. PMID 29682415.
4. 1 2 3  “Western Superb Bird-of-Paradise (Lophorina superba)”.  バードライフ・インターナショナル. 2020年12月10日閲覧。
5. ↑  Gregory, Phil (2020). Birds of Paradise and Bowerbirds (リンク先はEPUB/MOBI eBook版 ISBN 9781472975850). Helm. ブルームズベリー出版社. pp. 90-91, 217-225. ISBN 9780713660272
6. ↑  “Crows, mudnesters, birds-of-paradise”. IOC World Bird List version 10.2. 2020年12月10日閲覧。
7. ↑  “Clements-Checklist-v2019-August-2019” (XLS).  コーネル大学. 2020年12月10日閲覧。